# سیتگس
سیتگس (به انگلیسی: Sitges) یک شهر ساحلی در اسپانیا است که در ۳۵ کیلومتری جنوب غربی بارسلون قرار دارد. این شهر بخاطر جشنواره فیلم سیتگس و کارناوال‌هایش شهرت جهانی دارد.